# Jack LaLanne
Francois Henri LaLanne, dit Jack LaLanne, né le 26 septembre 1914 à San Francisco et mort le 23 janvier 2011 à Morro Bay, est un expert en fitness, nutritionniste, et présentateur américain.
D'abord connu pour être le coach de célébrités comme Jane Fonda ou Richard Simmons, il présente ensuite l'émission de fitness The Jack LaLanne Show de 1953 à 1985. Une centrifugeuse à fruits et à légumes porte son nom.

## Biographie

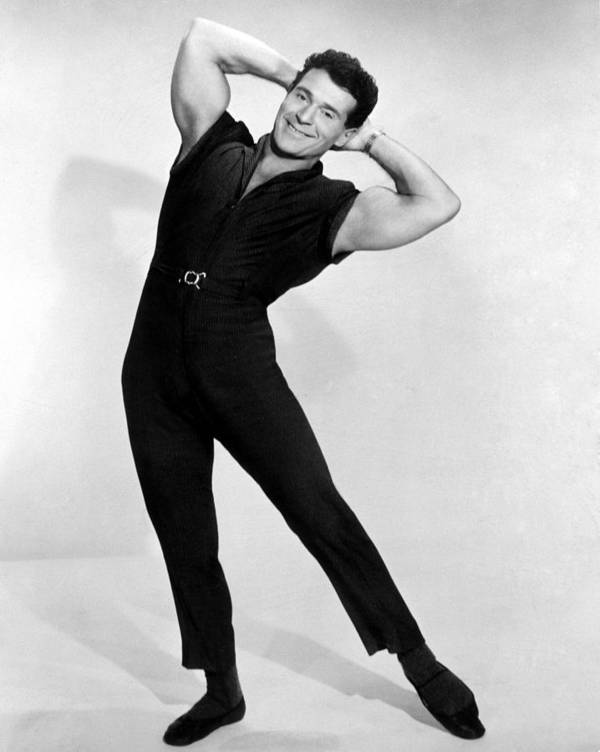
Jack LaLanne en 1961.

Les parents de Jack LaLanne sont Jean LaLanne et Jeanne Garaig, Béarnais émigrés en Californie vers la fin du XIXe siècle.

## Filmographie
Jack LaLanne est apparu dans son propre rôle dans les films et les émissions suivants:

### Cinéma
- 1961 : Le Tombeur de ces dames
- 1966 : Batman
- 1990 : Y a-t-il un exorciste pour sauver le monde ?
- 1999 : Beefcake

### Télévision
- 1957 : You Bet Your Life
- 1960 : Peter Gunn
- 1961-1963 : Monsieur Ed, le cheval qui parle (2 épisodes)
- 1966 : La Famille Addams (épisode Le Régime de Fester)
- 1969 : Here's Lucy
- 1972 : Fit & Fun Time
- 1973 : Bridget Loves Bernie
- 1980 : More Wild Wild West
- 1987 : The Wilton North Report (en)
- 1991 : Amazing Discoveries
- 1999 : Les Simpson (épisode Les vieux sont tombés sur la tête)
- 2002 : Arliss
- 2003 : Hollywood's Magical Island: Catalina
- 2004 : Bullshit!
- 2006 : The Year Without a Santa Claus